# Harjang
Harjang (nep. हार्जङ) – gaun wikas samiti w zachodniej części Nepalu w strefie Rapti w dystrykcie Rolpa. Według nepalskiego spisu powszechnego z 2011 roku liczył on 424 gospodarstwa domowe i 2396 mieszkańców (1283 kobiety i 1113 mężczyzn).